# 港島綫西延

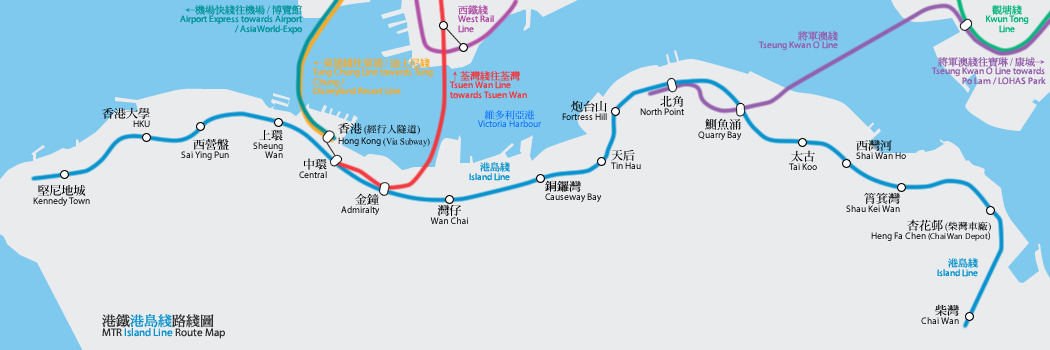
港鐵港島綫路綫圖（按照真實地形繪畫）

港島綫西延，工程名稱為「西港島綫」（英語：West Island Line）是港鐵公司的鐵路項目，為港島綫第三期的發展項目，亦是在將軍澳綫（工程編號為6XX）完工後，下一個採用前地鐵工程編號的港鐵工程（工程編號為7XX），同時為首個採用剛性懸掛電纜，以及兩鐵合併後首項動工的港鐵項目。是次工程旨在於將原有港島綫向西伸延。延綫共設3個車站，分別為西營盤站、香港大學站及堅尼地城站，為香港島西區提供鐵路服務，並且接駁香港島其他地區。
延綫於2009年8月10日動工，堅尼地城站及香港大學站如期2014年12月28日通車，西營盤站則於2015年3月29日啟用。項目造價約185億港元，每小時單向的最高運載乘客數量最高可以達到85,000人次。

## 歷史

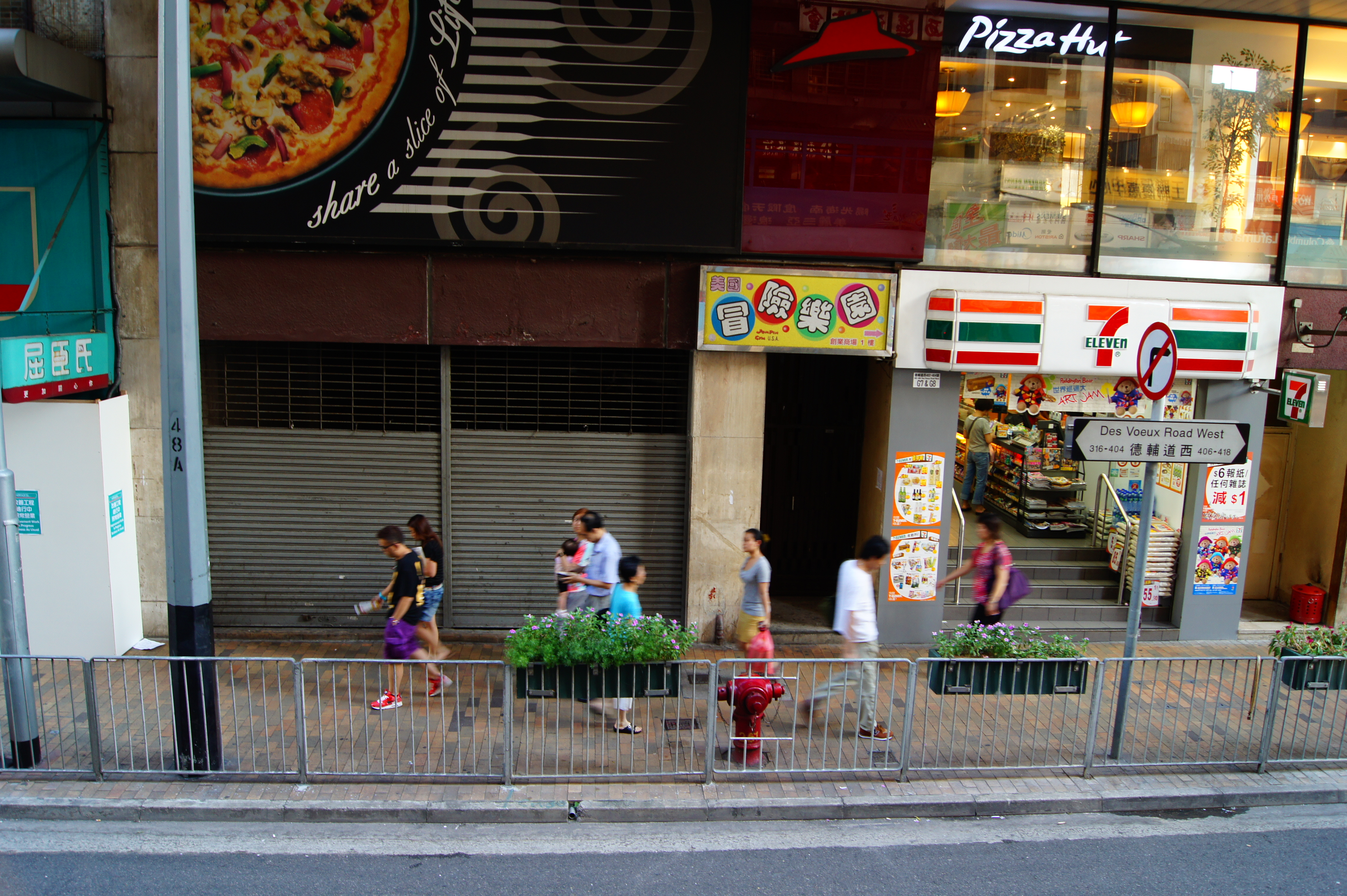
位於創業中心的預留位置
（已放棄使用）

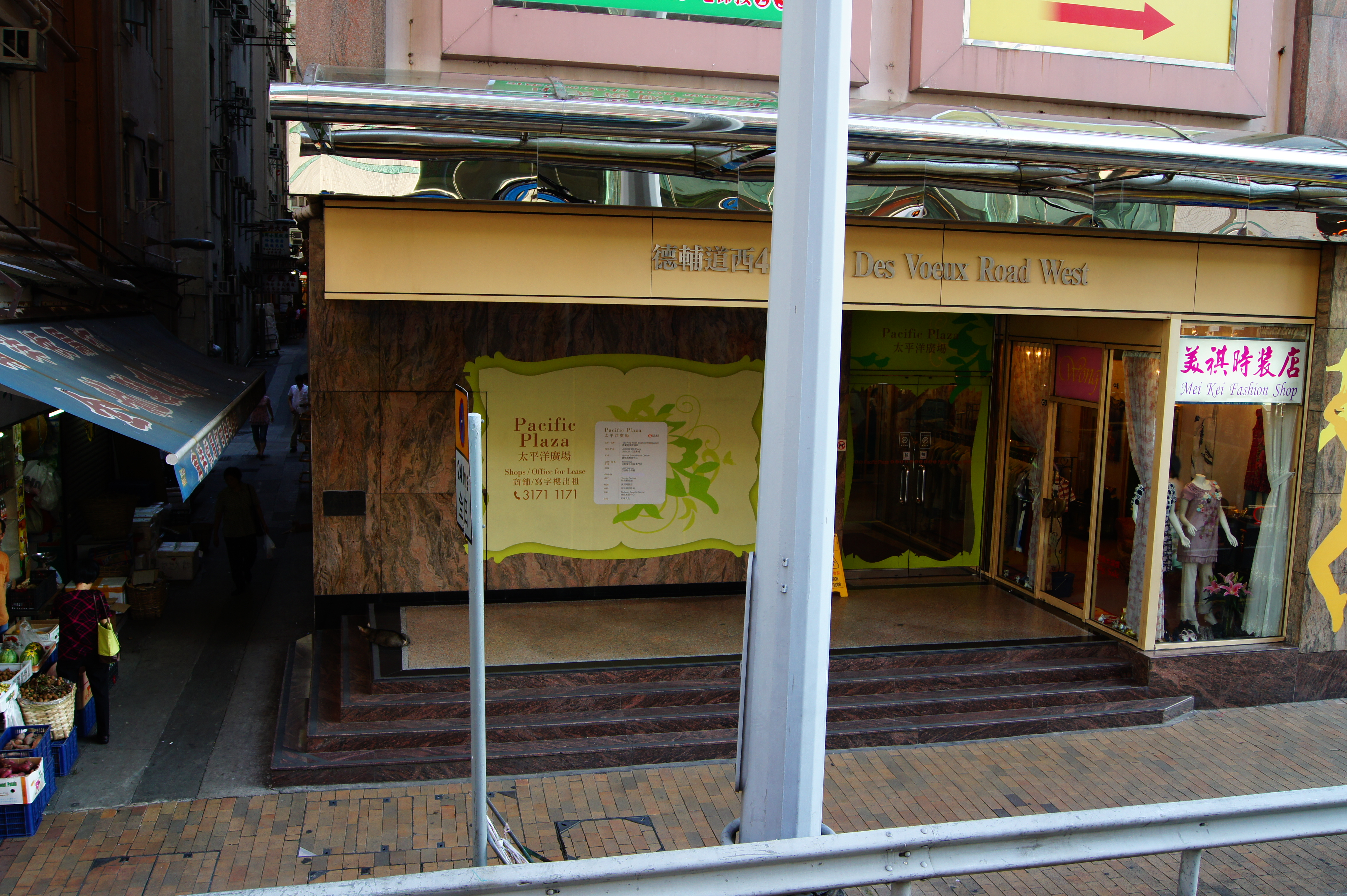
位於太平洋廣場的預留位置
（已放棄使用）

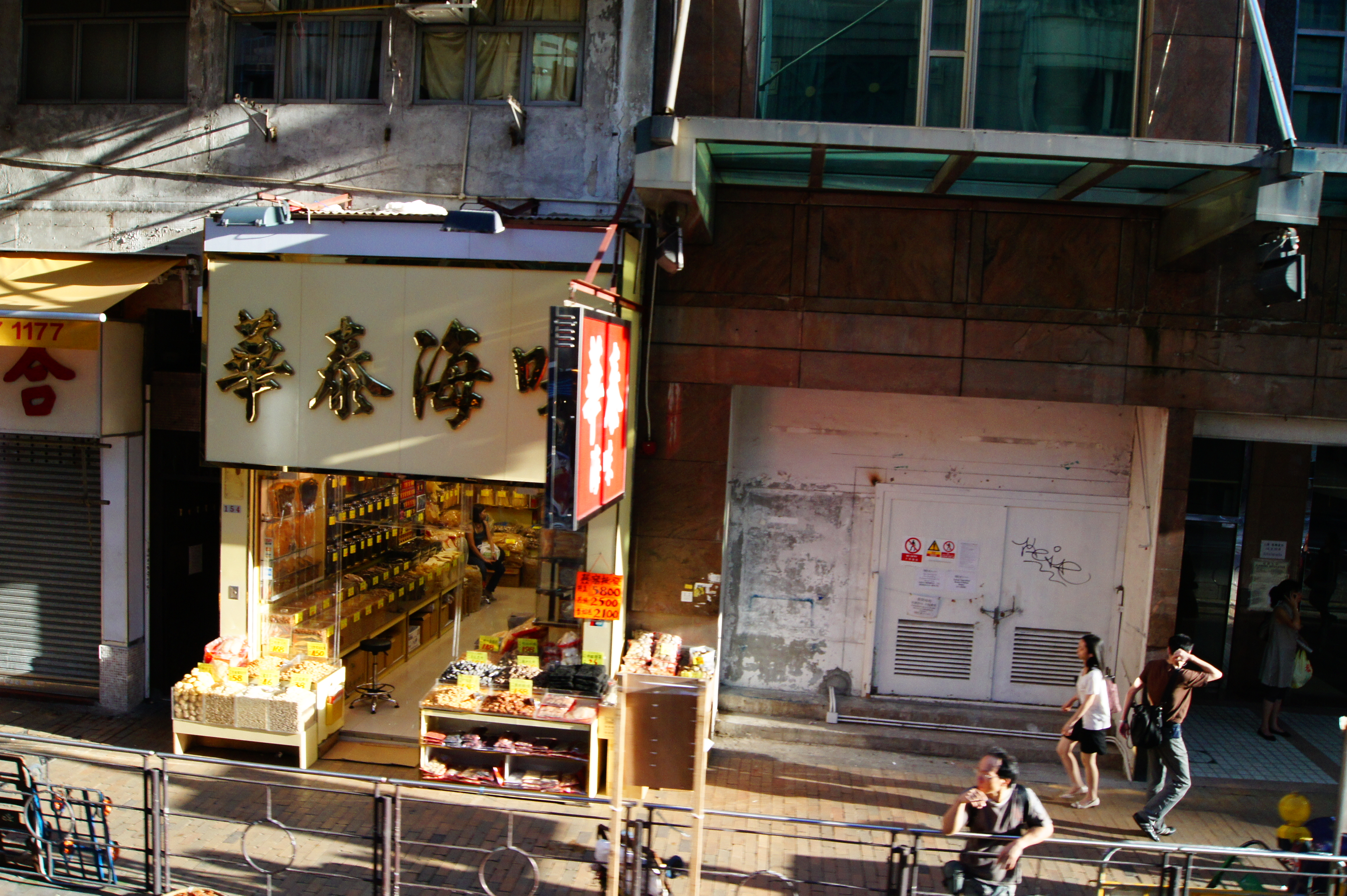
位於前港健醫療中心的預留位置
（現為西營盤站A2出口）

### 早期規劃（港島綫之一部份）
西港島綫在地鐵計劃中一向為港島綫的一部分。早於1960年代，香港政府委派費爾文霍士顧問工程公司（Freeman, Fox, Wilbur Smith & Associates）就香港交通未來發展進行研究。1967年9月，提議香港興建地底集體運輸城市軌道交通系統（地下鐵路系統），當中包括港島綫的雛形，其中港島綫的車站，除現有的上環街市至柴灣外，還包括三個站：「西營盤」、「屈地」及「堅尼地」。
1970年發怖的《集體運輸計劃總報告書》發表進一步的定綫建議，當時堅尼地至北角路段一直被列入在第五期工程內，北角至柴灣碼頭則編至較後期工程。1976年，顧問公司亦發表《香港整體運輸研究》，當中落實港島綫的可行興建辦法，當中主要是先興建堅尼地至北角段，並考慮以港島綫取代香港電車為港島區主要交通工具。可是，直至1980年，香港政府正式批准分期興建港島綫的上環街市至柴灣段，唯堅尼地至上環街市段基於地鐵嚴重出現虧損及人口老化而押後商議。
當港島綫興建前後，地鐵公司的負債嚴重，唯有暫停新支綫工程，直到還清債務才重新啟動。香港政府有見及此，利用地役權預留沿綫車站出入口，例如：西營盤站位於東邊街至修打蘭街之間的一段德輔道西地底，其中現時的港健醫療中心及一洲國際廣場設有預留位；屈地站則位於嘉安街至山道之間的一段德輔道西地底，在創業商場及太平洋廣場內均設有預留位；堅尼地城站，車站位於卑路乍街和士美菲路交界一帶。可是有關預留位置一直空置多年，引起社會各界的很多猜測，例如：地質、客量、鬼魂和停建等。
地鐵公司曾以上環站以西的路段客量不足和存在技術困難為由，而沒有展開港島綫西段的工程。但根據香港西港島線關注小組的研究，當時西區比東區要繁盛得多，而且西至石塘咀，東至西灣河都是花崗岩地質。因此港島綫西段不應存在客量不足和興建上的技術問題。

### 1990年代（港島綫之一部份）
根據香港政府運輸科於1993年發表的鐵路發展諮詢文件，建議長遠而言港島綫可由上環站延伸至青洲填海區，中途經屈地站及堅尼地城站，接駁西部外走廊（青洲至屯門），但政府表示該線的興建須視乎青洲填海區的發展而定。

### 2000年代初（獨立路線）
2000年5月，運輸局（現稱運輸及房屋局）發表《鐵路發展策略2000》，將西港島綫和北港島綫納入港島綫延綫的範圍。因為青洲填海區無限期擱置，西港島綫的計劃恢復以堅尼地城至上環為考慮，中間除了設有寶翠園站（前屈地站）及西營盤站，當時還建議在兩站之間增設德輔道站，但其後取消。
2002年，地鐵方面將西港島綫和南港島綫一併納入港島綫延綫的研究範圍內。
2003年，地鐵建議西港島綫成為一獨立路線，由上環站開始，經西營盤、寶翠園、堅尼地城、數碼港、華富和香港仔，連接黃竹坑站，與南港島綫（現稱南港島綫東段）交匯。即是說西港島綫將會使用中運量系統行走西區的三個預定車站，關注團體對此表示不滿，批評西港島綫計劃是遭到「縮水」。
2004年2月，地鐵稍為修訂早前的建議，原來西營盤至上環一段則改為港島線延線，其餘西營盤至黃竹坑則維持使用中運量系統，但仍未能平息關注團體的不滿。
2004年5月28日，立法會交通事務委員會通過動議，建議政府暫時擱置規劃中的西港島綫和南港島綫。

### 2005年
2005年2月，地鐵公司在考慮過立法會議員及公眾對西港島綫建議的意見後，完成分段興建的可行性研究及將有關的分段興建方案遞交政府審議。政府於2005年6月30日批准地鐵興建西港島綫，西港島綫將由現時港島綫上環向西伸延，途經西營盤、香港大學、並以堅尼地城為終點站。
地鐵公司由2005年至2006年初就西港島綫的初步設計進行第一階段諮詢市民意見；第二階段於2006年初至年中進行，諮詢市民對西港島綫修訂方案的意見。地鐵公司西港島綫最快於2014年落成通車。
西港島綫的三個車站，位置與1970年的車站位置有所不同：
- 西營盤站：位於西營盤正街／高街交界至第二街／東邊街交界一帶之地底，是島式月台設計，設有4個出口（德輔道西、西湖里遊樂場、正街街市、正街熟食中心及戴麟趾康復中心）。最新建議將需要拆掉及重置西湖里的一些舊建築，正街熟食中心及戴麟趾康復中心；
- 香港大學站：位於石塘咀山道以南附近地底，是一層的島式月台設計，月台的設計已經考慮了南港島綫西段的興建時間尚未明朗，因此地鐵公司在2006年8月發表的修訂建議方案中，不再考慮預留位置讓南港島綫西段可以跨月台轉車的設計。設有5個出口（皇后大道西、山道、香港大學、薄扶林道及卑路乍街）。現位於皇后大道西／屈地街交界的公廁將被拆卸興建車站出入口。應未能使用原本的預留車站出入口；
- 堅尼地城站：位於堅尼地城游泳池地底。原先計劃是使用科士街遊樂場地底，但為了保護石牆樹而更改選址，泳池擇地重建。車站是側式月台設計，設有5個出口（山市街（上）、山市街（下）、石山街、士美菲路及科士街）。遷拆游泳池後將可能發展上蓋物業。

斜體字表示有關出口將以高速升降機連接。
定綫亦比1970年的建議向南移，地鐵公司宣稱目的是減少工程對區內居民的滋擾，但外界推測實際原因是因為地鐵希望能夠同時服務半山區的居民。

### 2006年

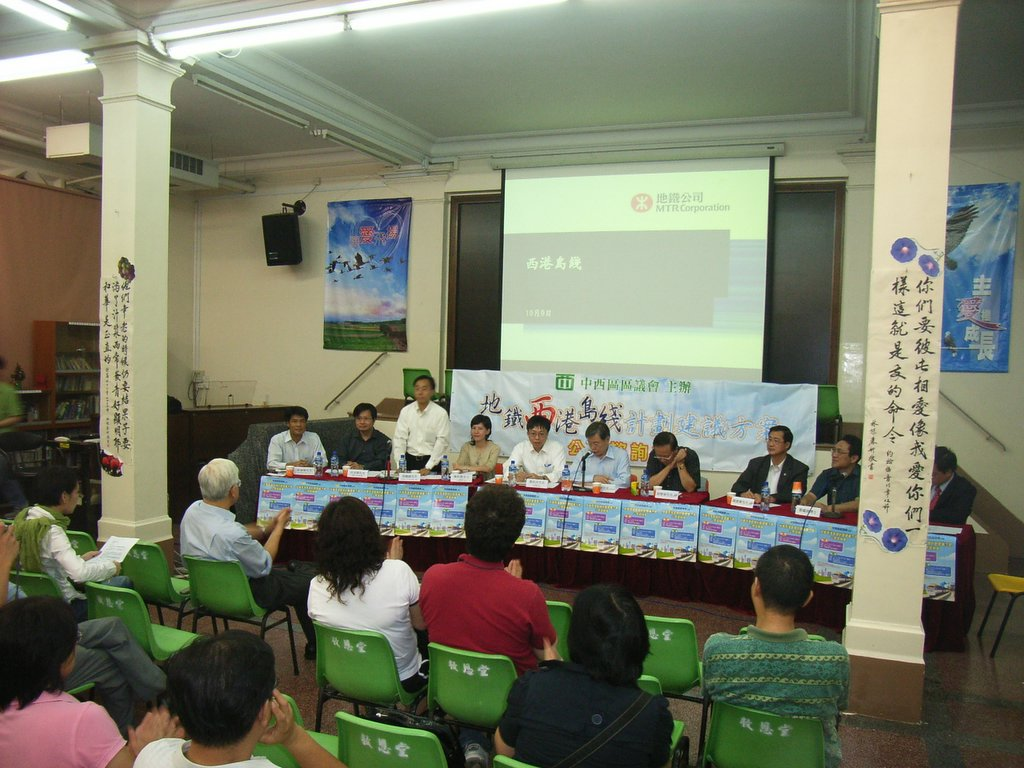
在2006年10月西港島綫計劃的公眾意見會上

根據地鐵公司於2006年8月30日提交的最後定案，與2005年方案的比較，重點如下：
- 放棄在原堅尼地城游泳池位置發展堅尼地城站上蓋物業，改為建議在加惠民道警察宿舍發展物業
- 西營盤站新增奇靈里出口
- 堅尼地城站取消山市街出口
- 香港大學站落實不使用創業商場及太平洋廣場之預留出入口位置
- 香港大學站改為島式月台設計，不為南港島綫（西段）預留跨月台轉乘安排

### 2008年
2008年初，路線詳細設計展開。2008年2月，港鐵收取第一部分為數4億港元的現金資助，其餘佔總現金資助的大部分資金的撥款安排已於2009年5月獲行政會議通過。
根據港鐵公司於2008年10月提交的西港島綫環境評估報告最終訂本：
- 西營盤站將設有6個車站出入口（A1、A2、B1、B2、B3、C）
- 香港大學站將設有5個車站出入口（A、B1、B2、C1、C2）
- 堅尼地城站將設有3個車站出入口（A、B、C）及設有公共運輸交匯處
- 堅尼地城站的調頭隧道盡頭位於堅尼地城警察宿舍A座西南面地底
- 臨時地底炸藥倉將設於域多利道近摩星嶺

### 2009年

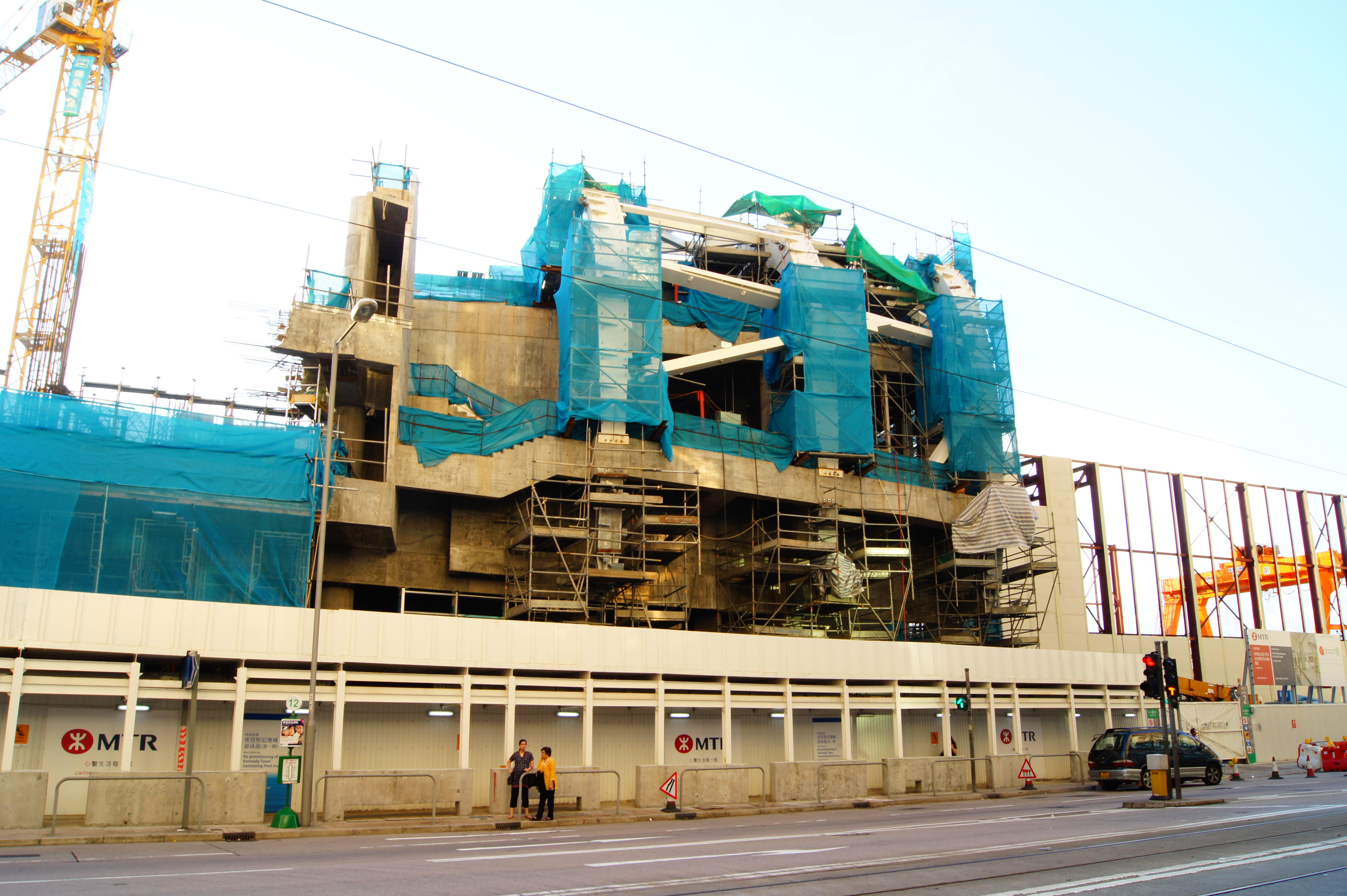
堅尼地城海傍建造豎井暨重置堅尼地城游泳池（第一期）工程，現鄰近香港大學站C2出口。

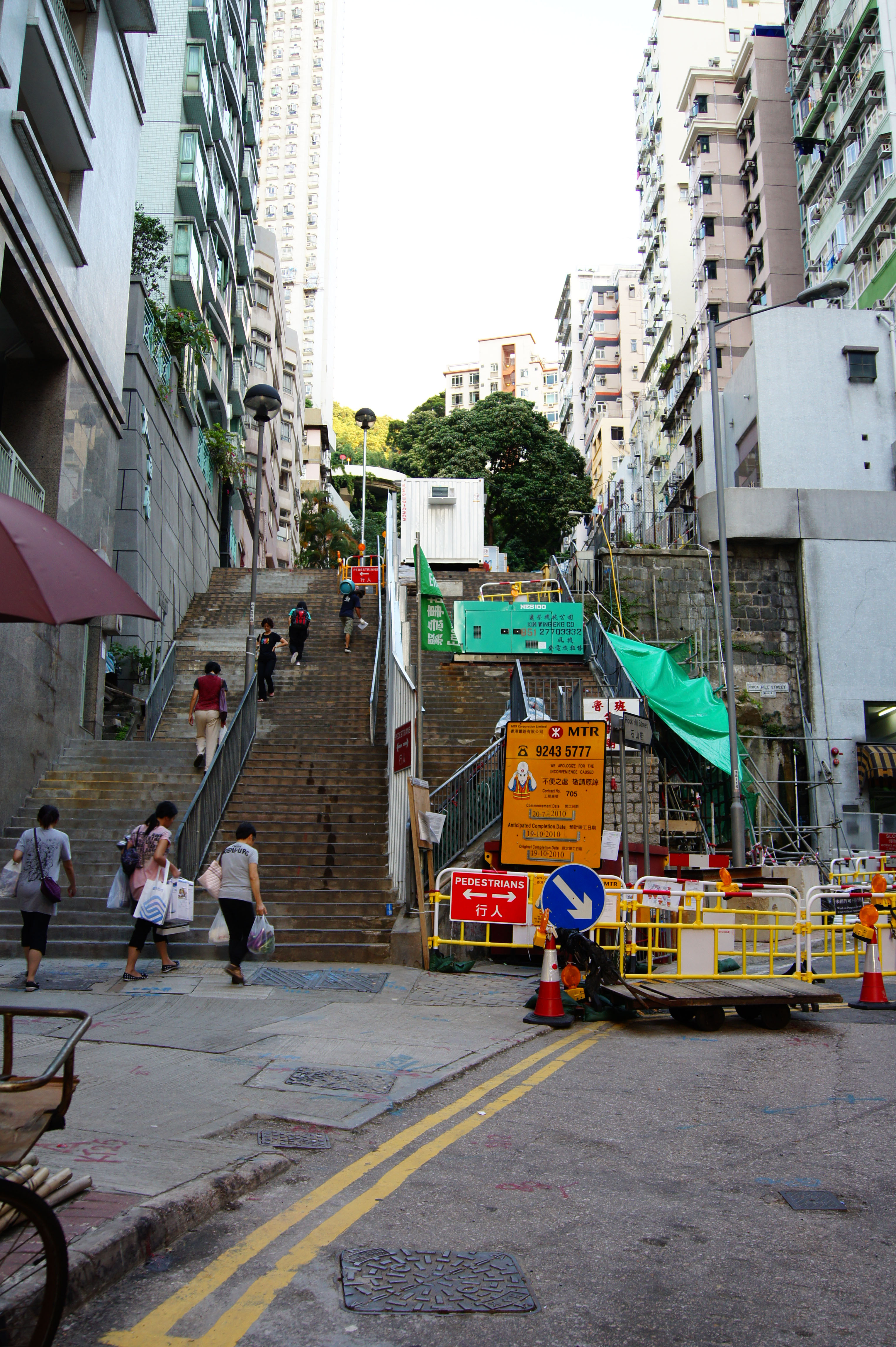
山市街、石山街交界的升降機工程，現鄰近堅尼地城站B出口。

2009年3月，政府按《鐵路條例》正式批准西港島綫的方案。3月20日，刊憲批准進行工程。同年5月26日，行政會議通過西港島綫項目的撥款安排。7月，獲立法會通過撥款方案。2009年8月西港島綫動工興建。

### 行政會議通過財務安排
2007年10月23日，行政會議通過有關西港島綫的財務安排，以現金資助模式批准地鐵公司興建、擁有及營運西港島綫，及根據《鐵路條例 （页面存档备份，存于）》刊憲。
兩鐵合併後，香港鐵路有限公司於2009年8月10日動工，預計2014年12月底首先啟用堅尼地城站及香港大學站，至2015年首季再開通西營盤站。西港島綫造價約154億港元（按2008年12月標準計算），政府會資助其中127億港元。

### 立法會財務委員會通過對西港島綫工程的資助
2009年7月3日，政府向立法會財務委員會申請撥款122.5億元，資助興建港鐵西港島綫，財委最終通過撥款。

## 工程進度
- 2009年8月10日，西港島綫正式動工。[21][22]
- 新堅尼地城游泳池於2011年4月落成，於同年5月11日開放。
- 戴麟趾康復中心已經遷往前半山警署，舊址將會成為西營盤站的出入口。
- 中環站（港島綫3、4號月台部份）及上環站於2011年8月5日香港時間晚上11時30分起至8月8日首班車前暫停服務，以配合工程。
- 連接上環與堅尼地城的西港島線隧道建造工程於2011年9月30日展開，逢星期一至六、朝7晚11工作。由於西區地層複雜，承建商斥資8,000萬港元，動用直徑達6.4米的大型隧道鑽挖機「西施」以每天6米的速度，由西營盤地底向上環進發，開通2條合共逾800米的隧道，預計於2013年首季完成工程。由於「西施」全程在地底運作，會較以往採用的爆破或明挖回填式隧道更為寧靜及乾淨，對公眾及環境的影響較少。至同年12月2日，已經挖鑽長93米的隧道，位於德輔道西地底。[23][24][25]
- 2011年12月27日，項目整體工程已完成38%，當中包括建成三分之二的隧道，貫穿香港大學至西營盤站的地下路段。[26]
- 2012年2月，堅尼地城站越位隧道爆破工程已經完成，並開始進行隧道壁建造工程。[27]
- 2012年9月22日，項目整體工程已完成57%，當中包括香港大學站其中一條行人隧道已經完成建築；站內底板及垂直主體亦完成，可看到月台雛型[28]。
- 2012年11月19日，項目整體工程已完成62%，其中西港島綫行車隧道亦已全面貫通。[29][30]
- 2012年12月27日，連接石山街與西環七臺的山市街行人連接系統啟用，是西港島綫工程中改善西區行人系統的首個完工項目。[31]
- 2013年4月10日，堅尼地城站平頂，成為西港島綫首個平頂車站，該站的土木工程亦已完成，隨即展開軌道鋪設、機電及其他裝修工程。[32]
- 2013年8月26日，項目整體工程已完成75%。[33]
- 2013年9月8日，西港島綫路軌鋪設工程完成，工程列車可以協助運送機電設施往各施工地點，並且加快機電工程的安裝進度。[34]
- 2013年10月31日，三個車站結構工程已完成，項目整體工程亦已完成80%，港鐵表示西港島綫可以如期於2014年年底通車。[6][35]
- 2013年12月31日，項目整體工程已完成84%。[36]
- 2014年3月，項目整體工程已完成87%，月台幕門、軌道旁電線和設備亦已完成安裝，港鐵開始在西港島綫路段試行列車及逐步測試系統。[37]

- 2014年5月，項目整體工程完成逾90%，港鐵開始於非行車時間以不載客列車試行港島綫與西港島綫路段（全程），並且展開測試鐵路系統。[40]
- 2014年5月29日，港鐵表示由於西營盤站的地面出入口工程延誤，或會影響通車日期。
- 2014年9月25日，港鐵西港島綫堅尼地城站工程接近完成。
- 2014年11月11日，工程已完成98%。[41]
- 2014年12月28日，港鐵西港島綫部份通車，列車不停西營盤站。
- 2015年3月29日，西營盤站正式啟用，但B3出口因奇靈里出口因挖掘時遇到不少阻滯，不斷拖延至2016年3月才啟用。
- 2016年3月27日，西營盤站B3出口正式啟用，但該出口的升降機尚未啟用。
- 2016年6月25日，西營盤站B3出口升降機正式啟用。

### 工程延誤
西港島綫於2009年動工，原定2014年完工，但因為西營盤站及香港大學站車站工程延誤，部分出口未能與路線通車日期同時啟用。港鐵於2014年5月承認工程出現延誤，表示西營盤站連接皇后大道西及第一街出口的隧道，因為土質太軟而需要改變鑽挖方法引致工程滯後，惟稱2014年年底為通車的目標不變。中西區區議員批評港鐵從未交代工程延誤，若果通車後部份出口需要分階段啟用，擔憂將會造成混亂。至同月29日港鐵表示，原定於同年12月月底通車的西港島綫，由於在西營盤站B3出口行人隧道發現地質問題，必須採用難度比較高、而且比較耗時的凍土挖掘法，因而導致工程延誤。港鐵提出後備方案，如果堅持西港島綫於同年年底開通，屆時列車可能不停於西營盤站，該站將延後至2015年首季啟用。港鐵指，是否採用後備方案至10月才能夠決定，香港政府亦知悉並同意有關方案。
2014年11月11日，港鐵宣佈西港島綫通車及車費的安排。西港島綫於同年12月月底通車的目標不變，屆時將會開放兩座新鐵路站，分別為香港大學和堅尼地城站。而西營盤站則因為工程尚未完成，港鐵因而採用後備方案，通車初期，列車將會不停西營盤站。而事實上，因為訊號系統已經設定，列車抵達西營盤站後亦會停站，不過車門及幕門均不會開啟。港鐵亦宣布於西營盤設有3個港鐵特惠站減免票價兩港元優惠予市民使用，鼓勵該區居民使用香港大學及上環站乘搭港鐵，直至西營盤站開啟為止。同年12月月初，港鐵公佈西港島綫通車日期為2014年12月28日。

## 影響

### 沿線店舖租金上升
雖然街坊普遍歡迎西港島綫開通後可解決交通困難，但自西港島線2009年動工後，社區有大轉變，地產商不斷在西環覓地建豪宅。明報翻查發現，堅尼地城、香港大學及西營盤3個車站附近街道，近140間店舖的差餉物業估價署（差餉署）應課差餉租值，兩年平均上升55％，其中位於2015年開通的西營盤站出口附近的高街，明報統計的140間店舖，租值在過去兩年平均上升八成，有6間租值升逾倍。例如高街28號舖的每年差餉租值，由6.52萬元升至15.8萬元，上升143%。長春社文化古蹟資源中心指一年內，區內年至少20間店舖關門，包括米舖、理髮舖及藥材舖。地區人士稱區內租金持續上升，包括米舖、理髮舖及藥材舖。長春社代表認為，西港島綫通車帶來交通方便，但加租潮觸發家庭式小店被淘汰，同時破壞社區濃厚的鄰里關係。。
明報發現，西港島綫通車前，西環原屬老區，不少小店服務街坊多年，但終難敵業主大幅加租，被新的特色食肆及酒吧取代，特別是鄰近堅尼地城站的吉席街、爹核士街，以及西營盤站的高街，已發展成「小蘇豪」，陸續開設多間酒吧、日式及西式餐廳。有食肆表示，因周邊食肆產生連鎖效應而進駐，但擔心租金不斷急升。租金急升亦令該區有大量空置舖湧現。
而香港大學站鄰近地段租金亦飆升，石塘咀近皇后大道西一段的山道，卻因港鐵站直接貫通薄扶林道一帶及香港大學，人流不升反跌，令小店的生意減少甚至結業。

### 多條巴士線取消或合併
西港島線通車後，運輸署計劃陸續取消8條非與港鐵重疊的巴士線。其中華富至香港站的城巴M47線車費5.1元，將於通車日取消，改為由城巴營運、一程5.3元的43M線，當中由華富來往堅尼地城的路程相同。中西區區議會交通及運輸委員會主席鄭麗琼批評做法是變相加價，亦令原本可由乘M47線往中環的居民要在堅尼地城站轉乘港鐵（通車日起首半年減收$0.5，不適用於特惠八達通），或於域多利道（近西市街）轉乘1/5B/10線（八達通免費轉乘）。
由羅便臣道至灣仔的城巴40線未來可能要重組取消，半山居民屆時要選乘新巴23號線。除了車費由4.8元變為6.9元，車程不經羅便臣道，居民要改在堅道下車，步行5條斜路上山往羅便臣道。運輸署表示，通車後會繼續與地區人士商討區內交通改道安排。另外，有來往西環至銅鑼灣的非專線小巴司機自行減價以應付挑戰。

## 其他車站配合工程
- 上環站延線軌道工程已完成。
- 「上環站」東九龍綫預留月台的填平工程已完成。
- 上環站已安裝新指示牌加上「柴灣」方向指示，以及日後以便加上「堅尼地城」方向指示和港島綫路線圖。
- 港鐵於2014年3月進行「車廂閃燈電子路線圖改造工程」招標，並於同年5月起逐步更換現有市區綫列車的閃燈路線圖，加入西港島綫資料。[47]
- 閃燈路線圖於2014年8月11日開始更換。
- 所有車站的系統路綫圖，以及港島綫、荃灣綫及將軍澳綫月台幕門路綫圖將會更換。部份荃灣綫車站及將軍澳綫已更換月台路綫圖，可見路綫圖有一層貼紙覆蓋。[48][49]
- 更改港島綫車站與港島綫、荃灣綫及將軍澳綫列車廣播。
- 西營盤站於2015年3月29日正式啟用。
- 位於金鐘站的金鐘變電站，於2016年完成變壓器加裝及更換工程，以應付港島綫西延所增加的用電量[50]。

## 車站及接駁路綫
| 車站套色及名稱 | 所在區域 | 路線接駁              | 啟用日期       |
| --- | -------- | --------------------- | -------------- |
| 港島綫西延（前稱西港島綫） |          |                       |                |
| 上環 | 中西區   |                       | 1986年5月23日  |
| 西營盤 | 中西區   | 2015年3月29日         |                |
| 香港大學 | 中西區   | 南港島綫（西段）[SIL] | 2014年12月28日 |
| 堅尼地城 | 中西區   |                       | 2014年12月28日 |
| 附註 |          |                       |                |
| SIL 南港島綫（西段）將為港島南區提供鐵路服務，已在2020年11月行政長官林鄭月娥於施政報告指，港鐵將於年底向政府提交南港島綫（西段）項目的建議書，有關部門會隨即進行研究，適時推展項目，不早於2026年建成通車。 |          |                       |                |

## 車站特色
- 本線車站設計以將軍澳綫為本，並按前九鐵2000年代完工車站標準提升設備標準。
- 各站均提供洗手間，有別於過往地鐵市區綫各站均不設洗手間的設計（九鐵則是所有車站皆設洗手間）。
- 各站均加設不少大型藝術裝置，也有不少舊建築照片，其中西營盤站是目前港鐵網絡內擁有最大藝術作品面積的車站。
- 港鐵車務營運主管李聖基化身卡通人物「基哥」，在車站各處介紹車站設施。

## 通車紀念
港鐵2015年4月5日起一連三個星期推出「港島綫西延」紀念車票套裝慶祝港島綫西延。

## 外部連結
- 香港鐵路大典上的相关条目：港島綫西延